# Шенандоа (долина)
Шенандоа (на английски: Shenandoah) е географска долина и културен регион в Западна Вирджиния. Долината е оградена на изток от планините Блу Ридж, на запад от източния фронт на Ридж енд Вали, на север от река Потомак, на юг от река Джеймс и на югозапад от долината на Ню Ривър. Културният регион обхваща по-голяма площ, която включва цялата долина плюс Вирджинските планини на запад и долината Роанок на юг. Физикогеографски е разположена в провинция Ридж енд Вали и долина и е част от Голямата Апалачка долина.

## География
Наречена на реката, която я прекосява по дължина, долината Шенандоа обхваща осем окръга във Вирджиния и два окръга в Западна Вирджиния:
- Окръг Огъста, Вирджиния
- Окръг Кларк, Вирджиния
- Окръг Фредерик, Вирджиния
- Окръг Пейдж, Вирджиния
- Окръг Рокбридж, Вирджиния
- Окръг Рокингам, Вирджиния
- Окръг Шенандоа, Вирджиния
- Окръг Уорън, Вирджиния
- Окръг Бъркли, Западна Вирджиния
- Окръг Джеферсън, Западна Вирджиния

Между долината Роанок на юг и Харпърс Фери на север, където река Шенандоа се влива в Потомак, културният регион на долината съдържа 10 независими града:
- Уинчестър
- Харисънбърг
- Уейнсбъро
- Стаунтън
- Лексингтън
- Буена Виста
- Ковингтън
- Роанок
- Салем

Централната част на долината Шенандоа е разделена наполовина от планинската верига Масанутен, като по-малката свързана долина Пейдж е разположена на изток, а долината Форт в планинската верига.

### Пещери
Долината Шенандоа съдържа редица геологично и исторически значими варовикови пещери:
- Пещерите Лъри, обявени за национална природна забележителност през 1974 г.
- Пещерите Шенандоа
- Безкрайните пещери
- Големите пещери, обявени за национална природна забележителност през 1973 г.
- Пещерите Дикси

## Етимология
Думата „Шенандоа“ е с неизвестен индиански произход. Описано е, че произлиза от англизацията на индиански термини, но кои са тези думи и какво е точното им значение е под въпрос. Schin-han-dowi, „Реката през смърчовете“; On-an-da-goa, „Реката на високите планини“ или „Сребърната вода“; и ирокезката дума за „Голяма поляна“ са предложени от индиански етимолози като възможен произход на „шенандоа“. Най-популярното, романтизирано вярване е, че името идва от индиански израз за „Красива дъщеря на звездите“.

## В популярната култура
Долината Шенандоа служи като декор за филма от 1965 г. „Шенандоа“ и неговата музикална адаптация от 1974 г. И двете истории проследяват семейство Андерсън по време на Гражданската война. Едно от най-известните културни препратки към района не споменава самата долина: щатската песен на Западна Вирджиния, Take Me Home, Country Roads от Джон Денвър, съдържа думите „Blue Ridge Mountains, Shenandoah River “ в първия стих.